# Aeroportul Belaya Gora
Aeroportul Belaya Gora (IATA: BGN, ICAO: UESG) este un aeroport din Iacutia, Rusia ce deservește zona Belaia Gora⁠(d). Aeroportul a fost tranzitat în 2017 de 11.884 de pasageri.
Situat la o altitudine de 25 m, aeroportul dispune de o singură pistă.